# ホワイト・フェミニズム
ホワイト・フェミニズムとは、欧米社会における社会的観念であり、ヨーロッパ系の白人女性のフェミニズム(女性らしさ)のことである。これは、エスニック・マイノリティの女性や社会的特権を持たない女性たちが直面している明確な抑圧の形態に対処することなく、白人女性の闘争に焦点をあてたフェミニズム理論を説明するために用いられる形容語句である。

## 第一波フェミニズムにおいて

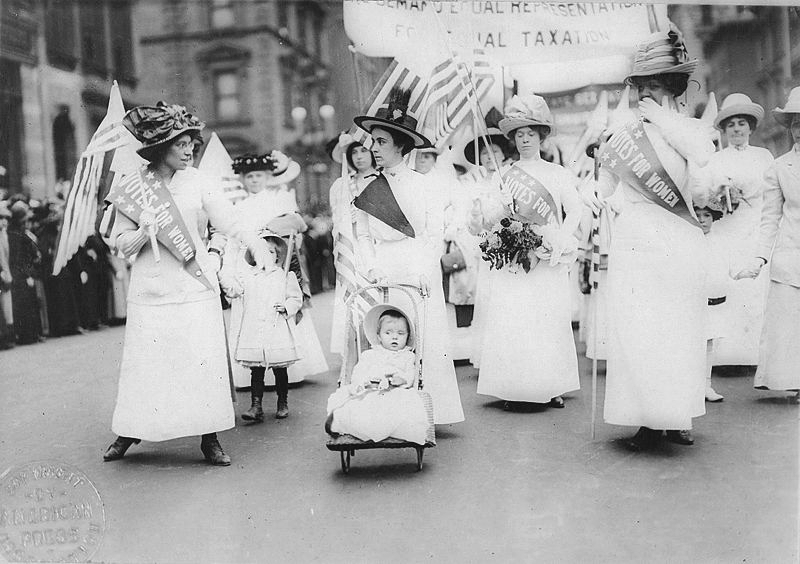
女性参政権パレード、ニューヨーク、1912年6月6日

第一波フェミニズムは近世にはじまり、20世紀初頭まで続き、主に女性に関する法律問題、特に女性参政権に焦点をあてた。
産業革命が終わりに向かう1848年にニューヨーク州セネカ・フォールズで開催されたセネカ・フォールズ会議からこの波は本格的に始まった。
この波の目標は、参政権を中心に女性の機会をひらくことにあった。その大多数は、教育を受けた中流階級の白人女性によって組織され、彼女たちに関係する問題に専念する運動であった。
イギリスの第一波フェミニストでサフラジェットのソフィア・ドゥリープ・シング王女のように、一部のエスニック・マイノリティの女性もこの運動に受け入れられた。
しかしながら、イギリスの女性参政権運動に黒人女性が参加したという証拠はほとんど見当たらないとされる。
1893年、ニュージーランドはすべての人種の女性に投票権を認めた最初の国になったが、これはイギリス社会の女性が投票できないにも関わらず、イギリス植民地のひとつでマオリの女性が投票可能だということに不快感を示したミリセント・フォーセットのようなサフラジェットたちの怒りを買った。スーザン・B・アンソニー（確固たる奴隷制度廃止運動家）やエリザベス・キャディ・スタントンはアメリカ合衆国における白人女性の投票権のために闘ったが、黒人男性が投票権を得ることよりもこのことを優先していた。アンソニーとスタントンは"性別の貴族"をつくりだすことを警戒し、黒人のコミュニティと女性（黒人女性を含む）が同時に参政権を得られる普通選挙を提案した。

## 第二波、第三波フェミニズムにおいて
第二波フェミニズムもその発生初期においては同様に、教育を受けた中流階級の白人女性によって形成され、エスニック・マイノリティの女性に関する問題を明確に対象とする傾向はなかった。
第二波フェミニズムから第三波フェミニズムの時代においては、フェミニズム運動が女性の経験を本質化してきたことに対して、周縁化されたコミュニティの学者たちが反論するようになった。
著名なフェミニズム学者であるベル・フックスはこの問題をフェミニズム思想の最前線に持ち込み、黒人女性の経験した闘争について定期的に書き、フェミニズム運動が人種、ジェンダー、階級の相互作用に対するその無頓着によってそれらの女性を排除するものであったことを強調した。フックスは、白人女性もエスニック・マイノリティの男性と同様に、抑圧される側であると同時にまた抑圧する側でもあるという事実を認識すべきだと主張した。

## 21世紀のインターセクショナル・フェミニズム、あるいは第四波フェミニズムにおいて
第三波フェミニズムから2010年以降の第四波フェミニズムの始まりの間、フェミニストたちはその取り組みの中でしばしばインターセクショナルな視点を際立たせた。にもかかわらず、異性愛で、中産階級で、白人の女性の闘争ばかりをフェミニスト・メディアが表現しているとの指摘もある。レイシズムはフェミニズムが関心を持つべき社会要素ではないとする現代のフェミニスト執筆者たちの立場もまた、ホワイト・フェミニズムの典型的な例として挙げられている。
ヒジャブやブルカ、ニカブはムスリム女性への抑圧であるとの考えも、ホワイト・フェミニズムの代表であると主張されている。
とりわけ、多くのムスリム女性はその宗教的な服装慣例をはっきりと擁護している。
ホワイト・フェミニズムは、階級、人種、能力およびその他の抑圧の問題と切り離すことができるフェミニズムの観点を説明している。
こんにちにおけるホワイト・フェミニズムの例は、Bustle誌の政治記者であり、ニューヨーク・タイムズのOp-ed寄稿者でもあるエミリー・シャイアの著作にみることができる。
イスラエルとパレスチナに対する立場や、最低賃金引き上げ運動、石油パイプライン建設阻止運動における政治的な立場を共有しない女性をフェミニズムは排除しているとシャイアは主張している。Day Without a Woman（女性のいない日）の演壇で「低賃金や大きな不公平、差別への脆弱性、セクシャル・ハラスメント、雇用不安を経験しながら、あらゆる背景の女性が社会経済体制にもたらす莫大な価値（を認知する）」が明示されたように、賃金の平等、社会的公正、国際的な人権はフェミニズムの本質的かつ不可分な責任だと考えるインターセクショナル・フェミニズムの活動家とは、シャイアの立場は対照的である。シャイアは、特定の政治的立場に反対する女性を阻害しないように政治的な立場を避けることで包括性を実現するフェミニズムを提唱しているが、ウィメンズ・マーチの主催者は「女性には交差するアイデンティティーがある」という原則を掲げ、「包括的課題」に焦点を当てた運動を必要としている。